# Rugby Club Toulon Provence Méditerranée
Actualités
Dernière mise à jour : 12 octobre 2023.
Le Rugby Club Toulon Provence Méditerranée est un club féminin de rugby à XV basée dans la Métropole Toulon Provence Méditerranée et fondé en 2022. L'équipe première évolue en Élite 1.

## Histoire

### Fusion et débuts
Le club est né en 2022 de la fusion des équipes féminines du RC Toulon, du RC La Valette Le Revest La Garde Le Pradet, de l'US seynoise, et du RC Hyères Carqueiranne La Crau.
Pour sa première saison, le club évolue en Élite 2 en reprenant la place du RC La Valette Le Revest La Garde Le Pradet. Aubin Hueber, ancien demi de mêlée du RC Toulon et du XV de France, est nommé coordinateur du projet dont l'objectif est de retrouver la première division en trois ans. Stéphane Gamonet est manager général, il entraîne l'équipe aux côtés de Baptiste Roffinella.
Pour sa première saison, le RCTPM se classe quatrième du championnat, et s'incline en demi-finale contre le Stade rochelais (0-29). En 2023-2024, l'équipe va jusqu'en finale, où elle s'incline à nouveau contre La Rochelle.
En 2024-2025, l'équipe termine en tête de la saison régulière, puis remporte la finale face au Stade rochelais. Les Varoises sont promues en Élite 1.

### Débuts en Élite 1
Pour sa première saison au plus haut niveau du rugby féminin, l'équipe recrute les internationales Chloe Rollie et Sofia Stefan.

## Identité visuelle

### Couleurs et maillots
Les couleurs principales du club sont le rouge et le noir. Les maillots font également écho à l'identité des quatre entités fondatrices : le jaune du RC Hyères Carqueiranne La Crau, le vert du RC La Valette Le Revest La Garde Le Pradet, le bleu de l'US seynoise et le rouge du RC Toulon.

### Logo
Le blason du club reprend les symboles des quatre entités ayant formé le nouveau club : le muguet du RCT, les palmiers de Hyères Carqueiranne La Crau, les chantiers navals de La Seyne, et le mont Coudon qui surplombe La Valette.

## Palmarès
Équipe première
- Vainqueurs du championnat d'Élite 2 en 2025
- Finalistes du championnat d'Élite 2 en 2024

Réserve
- Championnes de Fédérale 2 PACA en 2024[13] et 2025

| Saison    | Classement | Compétition | Pts | MJ | V  | N | D | Phase finale                                     |
| --------- | ---------- | ----------- | --- | -- | -- | - | - | ------------------------------------------------ |
| 2022-2023 | 4e         | Élite 2     | 68  | 20 | 13 | 0 | 7 | Demi-finalistes (0-29 contre le Stade rochelais) |
| 2023-2024 | 3e         | Élite 2     | 66  | 18 | 13 | 0 | 5 | Finalistes (19-30 contre le Stade rochelais)     |
| 2024-2025 | 1er        | Élite 2     | 78  | 18 | 16 | 1 | 1 | Championnes (14-12 contre le Stade rochelais)    |
| 2025-2026 |            | Élite 1     |     |    |    |   |   |                                                  |